# Luciana Cadahia
María Luciana Cadahia (Buenos Aires, 18 de marzo de 1982) es una filósofa argentina, que trabaja temas de estética, lo popular, el populismo y la emancipación vinculado a su formación en el idealismo alemán, el romanticismo y la filosofía de la diferencia francesa, así como el pensamiento político contemporáneo en América Latina y la filosofía de la historia.

## Trayectoria
Es Licenciada y Profesora en Filosofía por la Universidad Nacional de Córdoba, Argentina y doctora en Filosofía por la Universidad Autónoma de Madrid.
Formó parte del equipo académico del Master en Filosofía de la Historia de la Universidad Autónoma de Madrid dirigido por Félix Duque y ha sido investigadora invitada en París I Universidad de la Sorbona, el Instituto de Filosofía de la Universidad Friedrich-Schiller Jena y en la Universidad de Brighton.
También ha sido profesora titular en FLACSO-Ecuador, donde coordinó las maestrías de Sociología y Filosofía en el Departamento de Sociología y Estudios de Género, profesora asistente en la Universidad Javeriana y profesora de máster en la Universidad Autónoma de Madrid. 
Actualmente es profesora asociada del Instituto de Estética de la Pontificia Universidad Católica de Chile y coordina el Diplomado en Encrucijadas del pensamiento crítico.
Ha sido visiting professor en la Universidad Cornell (2020, 2022) en Estados Unidos, en la Universidad de los Andes (2017) en Colombia y en la Universidad de Guadalajara (2018) en México.
En 2019 se hizo público su despido "sin justa causa" por parte de la Facultad de Filosofía de la Pontificia Universidad Javeriana de Colombia, a través de una decisión arbitraria del Decano de turno Luis Fernando Cardona y autoridades conservadoras afines al uribismo, quienes decidieron apartarla de la cátedra en Filosofía Contemporánea que había ganado mediante concurso público.[cita requerida] Su caso se encuentra en la Corte Constitucional de Colombia por vulneración del derecho a la libertad de cátedra y de pensamiento y por discriminación de género. Cadahia contó con el apoyo de la academia internacional y de pensadoras como Chantal Mouffe, Wendy Brown y Judith Butler.[cita requerida]
Cadahia es integrante del Consortium of Critical Theory Programs y dirige la Red Populismo, Republicanismo y Crisis Global donde plantean una academia comprometida y militante con la realidad social en América Latina y el Caribe.
En 2024 fue elegida como una de las diez pensadoras latinoamericanas por el periódico español La Vanguardia, junto a Valeria Campos, Rita Segato, Laura Quintana y Diana Aurenque.

## Publicaciones
Ha publicado artículos en revistas especializadas y en ediciones colectivas, tales como: Incomunidad: el pensamiento político de la comunidad, a partir de Roberto Esposito (Arena, 2011), Animalismo y humanismo (Arena, 2012), Teología y teonomía de la política (Abada, 2012) y Populismo Republicano: más allá del pueblo vs Estado (escrito junto a la historiadora Valeria Coronel para la Revista Nueva Sociedad). 
Es autora de los libros:
-Mediaciones de los sensible. Hacia una economía crítica de los dispositivos (Fondo de Cultura Económica, 2017);  
-El Círculo Mágico del Estado: feminismo, populismo y antagonismo (Lengua de trapo, 2019 con Prólogo de José Luis Villacañas), 
-Seven Essays on Populism (escrito junto a Paula Biglieri y con Prólogo de Wendy Brown para Polity en 2021), 
-Per un femminismo populista (Rogas, 2022)
-República de los cuidados (Herder, 2024) .
Es coeditora del libro Normalidad de la crisis/crisis de la normalidad (Katz, 2012); Indignación y rebeldía. Crítica de un tiempo crítico (Abada, 2013) y Fuera de sí mismas. Motivos para dislocarse (editado junto a Ana Carrasco para Herder en 2020). 
.
Es columnista en DiarioRed, Jacobin y colabora en diferentes periódicos y revistas culturales de América Latina y Europa.

## Reconocimientos
- Beca UAM-Santander para intercambio entre América Latina y España
- Beca de Personal de Investigador en Formación de la Universidad Autónoma de Madrid
- Beca de excelencia de la Residencia de Estudiantes del CSIC
- Beca Prometeo Postdoctoral del Estado de Ecuador.[8]